# Pimenta da Neyde
Il Pimenta da Neyde è una cultivar di peperoncino della specie Capsicum chinense, originario del Brasile, scoperta da Neyde Hidalgo.

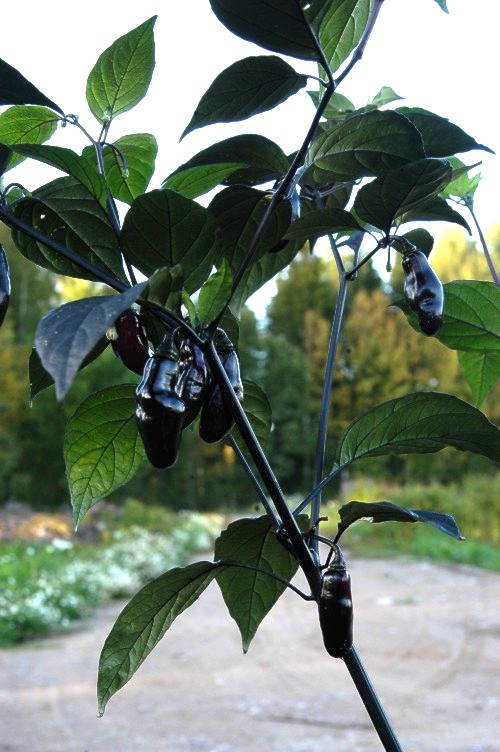

Nella Scala di Scoville registra un valore di circa 200.000 SHU.
La pianta della varietà di peperoncino Pimenta da Neyde si presenta con un portamento ad alberello con fusto lungo e flessibile raggiungendo un'altezza anche di 2,10 metri ed un’estensione di 1,50 metri.
Si adatta perfettamente al clima italiano. Nel Nord Italia occorre ripararlo con del tessuto in inverno, per poi scoprirlo a primavera, poiché dimostra una buona resistenza al freddo e una rapida ripresa.